# Eudorylas tshatkalensis
Eudorylas tshatkalensis är en tvåvingeart som beskrevs av Kuznetzov 1990. Eudorylas tshatkalensis ingår i släktet Eudorylas och familjen ögonflugor.
Artens utbredningsområde är Uzbekistan. Inga underarter finns listade i Catalogue of Life.